# 死との約束 (テレビドラマ)
『死との約束』（しとのやくそく）は、2021年3月6日にフジテレビ系『土曜プレミアム』枠で放送されたスペシャルテレビドラマ。
アガサ・クリスティが1938年に発表した長編小説『死との約束』を原作として、巡礼の道として世界遺産に登録されている熊野古道を舞台に、時代設定を昭和30年代に置き換えて、主人公の勝呂武尊が本堂家の女主人が遺体で発見された案件の真相を追う。『オリエント急行殺人事件』（2015年）、『黒井戸殺し』（2018年）に続く脚本家・三谷幸喜×狂言師・野村萬斎によるドラマシリーズ第3弾。今回も原作者のアガサ・クリスティに敬意を表して、舞台を日本にした以外はほぼ原作を忠実に脚色しているが、「こうしなければ視聴者がすぐに誰が犯人か分かってしまう」ことからある人物の設定のみミスリードのために一部改変している（後述）。三谷幸喜は「死との約束は、アガサ・クリスティーの隠れた傑作です。ポワロ物で、僕がいちばん好きな作品です」とコメント。
物語の舞台「黒門ホテル」の外観は愛知県の蒲郡クラシックホテルで、館内は都内のセットで撮影が行われた。
2024年9月5・6日に関東ローカルの放送枠『ハッピーアワー』で、再放送された（ただし、前後編に分割編集した上での放送）。

## あらすじ
休暇で熊野古道の近くにある和歌山県天狗村の「黒門ホテル」に宿泊していた勝呂武尊は、馴染みのラウンジで同席となった医師の沙羅絹子や、各地を旅している富豪の本堂家の人々（本堂夫人、礼一郎、凪子、主水、鏡子、絢奈）とそれに付き添う税理士の十文字幸太と出会い、その夜に言い争う男女が発した「分からないのか、こうなったらもう殺すしかないんだ」という言葉を耳にする。
自らの子供たちを支配し、全てを自分の思うようにしなければ気が済まない本堂夫人の態度に苛立ちを感じた沙羅医師は、礼一郎や鏡子に接触を図るが、それを快く思わない夫人は2人に彼女を無視するように命じる。その頃、勝呂は古き知り合いであり、今は代議士をしている上杉穂波と再会し、同行している編集者の飛鳥ハナの隙を見て逢瀬を重ねるが、空気を読めない勝呂の発言に気分を害した上杉代議士に背中を押され怪我をしてしまう。
怪我を理由に、翌日の全員がバスにて向かう熊野古道の探訪を断ろうとする勝呂だが、上杉代議士の願いを断れず、本堂家の人々や沙羅医師たちと共に探訪に参加。そこでも上手く同行していた飛鳥を騙し2人きりになるが、再び悪戯心の芽生えた上杉代議士に背中を押された勢いで山道を転がり落ちてしまい、遠回りをして助けに来た彼女の手を借りてバスへと戻り休む事となり、仕方なく彼女はバスへ戻っていた飛鳥と共に散策する。
一方その頃、本堂家の人々は珍しく1人にして欲しいという本堂夫人の命令に従い、夫人1人をベンチに残しそれぞれ散策した後に、夫人に声をかけバスへと戻る。
しばらく後、雨も降りそうな天気となったために沙羅医師がベンチに座っている本堂夫人の下へ向かうと、本堂夫人は既に亡くなっていた。勝呂は捜査に呼ばれた川張大作署長に煽てられ、関係者全員のアリバイと動機を確認し、思考した後に署長に自らが証人となっており事件への動機が見当たらない上杉代議士と飛鳥以外の全ての人をラウンジに集めるように伝え、上杉代議士には自らの華麗な推理をラウンジのすぐ上にある自室で聞いて欲しいと伝える。関係者が全て集まった後、勝呂は事の顛末についての推理を語り始めるのであった。

## キャスト

### 主人公
勝呂武尊
演 - 野村萬斎
本作の主人公。自らを世界一の名探偵と称する。
原作のエルキュール・ポアロに相当するが、原作では物語冒頭にほんの少し登場した後、第二部まで未登場なのに対して、事件の最初から登場している。

### 本堂家
本堂夫人
演 - 松坂慶子
本堂家を束ねる未亡人。
原作のボイントン夫人に相当する。
自らの思う通りにならないと気が済まない性格で、子供達も自分の加護がなければ生きられないような育て方をしてきた。
故人である本堂家の主人の再婚相手であるため、唯一の実子である絢奈に対し過保護な所がある。
心臓の病気を患っている。
本堂礼一郎
演 - 山本耕史
本堂家の長男。
原作のレノックス・ボイントンに相当する。
母親の事を煩わしく思ってはいるが、彼女の加護があるお陰で生きていけると思っているため逆らうことが出来ない。
本堂凪子
演 - シルビア・グラブ
礼一郎の妻。
原作のネイディーン・ボイントンに相当する。
夫人の事を最も甲斐甲斐しく世話しているものの、その態度に疲れ果てており、夫である礼一郎との離婚を考えている。
本堂主水
演 - 市原隼人
本堂家の次男。
原作のレイモンド・ボイントンに相当する。
妹二人以外には敬語で喋るほど礼儀正しく、誠実な性格。
旅先で出会った沙羅医師への恋心を抱くものの、それを快く思わない母親により邪魔される。
本堂鏡子
演 - 堀田真由
本堂家の長女。
原作のキャロル・ボイントンに相当する。
兄妹思いの優しい少女であり、母親の事を沙羅医師に相談する。
本堂絢奈
演 - 原菜乃華
本堂家の次女。
原作のジネヴラ・ボイントンに相当する。
本堂夫人にとって唯一血が繋がった娘であるため夫人の手により手厚い加護を受けているが、それ故に自我が薄くなりほぼ無感情となっている。
自らの事を伊邪那美命(いざなみのみこと)の生まれ変わりと思っている。

### 勝呂の関係者
沙羅絹子
演 - 比嘉愛未
医師。
原作のサラ・キングに相当する。
旅先にも医療道具を持ち運び、他人の事であってもどうにかしようとする正義感の強い性格。
本編の少し前に恋人と別れており、誠実な主水に心惹かれている。
十文字幸太
演 - 坪倉由幸（我が家）
税理士。
原作のジェファーソン・コープに相当する。
本堂家の資産について管理しており、本堂夫人に忠実。
飛鳥ハナ
演 - 長野里美
穂波に随行する編集者。
原作のアマベル・ピアスに相当する。
のんびりしており周囲に流されやすい性格で、特に一緒に行動している上杉議員の行動や発言を真似ることが多い。
川張大作
演 - 阿南健治
熊野警察署の署長。
原作のカーバリ大佐に相当する。
勝呂をおだてて事件解決に協力させる。
上杉穂波
演 - 鈴木京香
婦人代議士。
旧姓「佐古」。元は「猫の目」と名乗る怪盗であり、とある窃盗団に所属していた際に刑務所に入っていた事がある。
原作のウエストホルム卿夫人、および『ヘラクレスの冒険』その他に登場するロサコフ伯爵夫人に相当する。
自伝執筆の話題作りのため各地を回っており、その途中で勝呂と再会する。
ドラマでは勝呂と古い知人同士（元怪盗とそれを追う警官）であるという設定が追加されており、勝呂との「淡いロマンス」が描かれる。

バスの運転手
演 - 小松利昌

## スタッフ
- 原作 - アガサ・クリスティ『死との約束』
- 脚本 - 三谷幸喜
- 演出 - 城宝秀則（共同テレビ）
- 音楽 - 住友紀人
- ロケ協力 - 熊野本宮大社、和歌山県、田辺市、熊野本宮観光協会、新宮市、熊野しんぐうフィルムコミッション、わかやまフィルムコミッション、和歌山県観光連盟、ワープステーション江戸 ほか
- 原作翻訳参考 - 高橋豊「死との約束」（ハヤカワ文庫）
- アドバイザー - 町田暁雄
- スタントコーディネーター - おぐらとしひろ
- スタント - 塚越靖誠、酒井和真
- 技術協力 - バスク
- 美術協力 - フジアール
- 照明協力 - ラ・ルーチェ
- VFX - 日本映像クリエイティブ
- スタジオ - 東映東京撮影所
- プロデューサー - 渡辺恒也（フジテレビ）、高丸雅隆（共同テレビ）
- 協力 - Agatha Christie,Ltd
  - エグゼクティブプロデューサー - Basi AKpabio、Leo Dezoysa
  - 日本国内エージェント - 甲斐美代子、甲斐絵里
- 制作協力 - 共同テレビ
- 製作著作 - フジテレビ